# Clinton Levi Merriam
Clinton Levi Merriam, född 25 mars 1824, död 18 februari 1900, var republikansk ledamot i USA:s representanthus för delstaten New York.
Merriam föddes i Leyden i Lewis County, New York den  25 mars 1824. Han gick på Copenhagen Academy i Copenhagen, New York. Han sysslade med handel i Utica, New York, flyttade till New York 1847 och startade en importfirma. 1860 engagerade han sig bankväsendet och 1864 återvände han till Leyden. Han invaldes som republikan till 42:a och 43:e kongressen (4 mars 1871 - 3 mars 1875). Efter att han pensionerat sig från sina affärsverksamheter bodde han i sitt hus, "Homewood", på familjens gård, "Locust Grove" nära Leyden, New York. Han dog under ett besök i Washington, D.C. den 18 februari 1900 och begravdes på Leyden Hill Cemetery, Port Leyden, New York.
Clinton L. Merriam var gift med Caroline Hart Merriam och tillsammans hade de fyra barn, bland andra zoologen Clinton Hart Merriam och ornitologen och författaren Florence Augusta Merriam Bailey.